# Joe Dunand
Joseph Alexander Dunand Jr. (Miami, Florida, 20 de septiembre de 1995) es un beisbolista estadounidense que pertenece a la organización de los Atlanta Braves de las Grandes Ligas (MLB).

## Carrera amateur
Dunand asistió a la Escuela Preparatoria Gulliver en Miami, Florida. Después de su último año, fue reclutado por los Indios de Cleveland en la ronda 35 del draft de la MLB de 2014. No firmó, sino que se matriculó en la Universidad Estatal de Carolina del Norte. Jugó béisbol universitario como campocorto para NC State Wolfpack. En 2016, jugó béisbol universitario de verano con los Harwich Mariners de la Cape Cod Baseball League , donde fue nombrado All-Star de la liga. En 2017, su tercer año, bateó (.289) con 16 jonrones.

## Carrera profesional
Los Marlins de Miami seleccionaron a Dunand con la selección general número 51 del draft de las Grandes Ligas de 2017. Dunand firmó con los Marlins, recibiendo un bono por firmar de $1.2 millones. Hizo su debut profesional ese año y pasó su primera temporada profesional con los Jupiter Hammerheads y los GCL Marlins, cortando .370/.471/.667 con un jonrón y cinco dobles en ocho juegos entre los dos equipos.
Dunand comenzó 2018 con Júpiter. Después de batear .263 con siete jonrones y 42 carreras impulsadas en 66 juegos, fue ascendido a los Jacksonville Jumbo Shrimp. Terminó el año con Jacksonville, bateando .212 con siete jonrones y 28 carreras impulsadas en 61 juegos. Regresó a Jacksonville para la temporada 2019, recortando .242/.314/.333 con cinco jonrones y 42 carreras impulsadas en 130 juegos. No jugó un partido de ligas menores en 2020 debido a la cancelación de la temporada de ligas menores provocada por la pandemia de COVID-19. En 2021, Dunand volvió a jugar con Jacksonville con quien bateó .201 con ocho jonrones y 32 carreras impulsadas en 64 juegos.
El 7 de mayo de 2022, Dunand fue seleccionado para la lista de Grandes Ligas como reemplazo de COVID. Hizo su debut en las Grandes Ligas esa noche y conectó un jonrón en su primer turno al bate.

## Vida personal
El tío de Dunand es Alex Rodríguez.